# Sandra
Sandra ist ein weiblicher Vorname. Er lässt sich als verkürzte Namensform entweder von Alexandra oder von Kassandra herleiten.

## Herkunft und Varianten
Es existieren mehrere Herleitungsmöglichkeiten des Namens:
- Variante des Namens Kassandra
- Bildung aus Alessandra, der Italienischen Form des Namens Alexandra

Eine italienische Verkleinerungsform ist die Namensvariante Sandrina, eine französische ist Sandrine.
Die männliche Namensform lautet Sandro und leitet sich aus dem Vornamen Alessandro (italienisch für Alexander) ab. Der Nachname Sandri ist eine patronymische Bildung aus Sandro.

## Namenstag
- 2. April

## Namensträgerinnen (Auswahl)
- Sandra (Sängerin) (* 1962), deutsch-französische Popsängerin
- Sandra (Orang-Utan) (* 1986), nichtmenschliche Person

### A bis K
- Sandra Andreis (* 1975), schwedische Schauspielerin
- Sandra Becker (* 1967), deutsche Videokünstlerin
- Sandra Beißel (* 1974), deutsche Badmintonspielerin
- Sandra Bernhard (* 1955), US-amerikanische Comedienne, Schauspielerin, Sängerin und Autorin
- Sandra Booker (≈1967–2024), US-amerikanische Jazzsängerin
- Sandra Borch (* 1988), norwegische Politikerin
- Sandra Borgmann (* 1974), deutsche Schauspielerin
- Sandra Breiteneder (* 1983), österreichische Gewerkschafterin und Politikerin (SPÖ)
- Sandra Brown (* 1946), australische Sprinterin
- Sandra Brown (* 1948), US-amerikanische Schriftstellerin
- Sandra Bruflot (* 1991), norwegische Politikerin
- Sandra Bubendorfer-Licht (* 1969), deutsche Politikerin
- Sandra Bullock (* 1964), US-amerikanische Schauspielerin
- Sandra Boner (* 1974), Schweizer Fernsehmoderatorin
- Sandra Ceccarelli (* 1967), italienische Schauspielerin
- Sandra Cervik (* 1966), österreichische Schauspielerin
- Sandra Day O’Connor (1930–2023), US-amerikanische Juristin
- Sandra Dee (1942–2005), US-amerikanische Schauspielerin
- Sandra Donner (* 1969), deutsche Historikerin und Museumsleiterin
- Sandra Eckardt (* 1975), deutsche Fernsehmoderatorin
- Sandra Eie (* 1995), norwegische Freestyle-Skierin
- Sandra Frauenberger (* 1966), österreichische Politikerin
- Sandra Gugić (* 1976), österreichische Schriftstellerin
- Sandra Horn (* 1971), deutsche Jazzmusikerin
- Sandra Hüller (* 1978), deutsche Schauspielerin
- Sandra Jozipovic (* 1982), deutsche Fernsehmoderatorin
- Sandra Kiriasis (* 1975), deutsche Bobpilotin

### L bis Z
- Sandra Lauer (* 1962), deutsch-französische Popsängerin, siehe Sandra (Sängerin)
- Sandra Lipp (* 1988), österreichische Schauspielerin
- Sandra Maahn (* 1968), deutsche Fernsehmoderatorin
- Sandra Magnus (* 1964), US-amerikanische Astronautin
- Sandra Maischberger (* 1966), deutsche Journalistin und Fernsehmoderatorin
- Sandra Minnert (* 1973), deutsche Fußballspielerin
- Sandra Nasić (* 1976), deutsche Sängerin
- Sandra Neumann (* 1980), deutsche Sprinterin
- Sandra Nettelbeck (* 1966), deutsche Filmregisseurin und Drehbuchautorin
- Sandra Oh (* 1971), US-amerikanische Schauspielerin
- Sandra Paretti (1935–1994), deutsche Schriftstellerin
- Sandra Quadflieg (* 1979), deutsche Schauspielerin
- Sandra Romain (* 1978), rumänische Pornodarstellerin
- Sandra Schumacher (* 1966), deutsche Radrennfahrerin
- Sandra Schwittau (* 1969), deutsche Schauspielerin, Autorin und Synchronsprecherin
- Sandra Seefried (* 1987), deutsche Schauspielerin
- Sandra Smisek (* 1977), deutsche Fußballspielerin
- Sandra Speichert (* 1971), deutsche Schauspielerin
- Sandra Studer (* 1969), Schweizer Moderatorin und Sängerin
- Sandra Trattnigg (* 1976), österreichische Opern- und Konzertsängerin (Sopran)
- Sandra Urach (* 1976), österreichische Langstreckenläuferin
- Sandra Utzinger (* 1972), Schweizer Film- und Theaterschauspielerin
- Sandra Völker (* 1974), deutsche Schwimmerin
- Sandra White (* 1951), schottische Politikerin
- Sandra White (1962–1989), deutsche Schauspielerin